# Хордовый проезд
Хо́рдовый проезд (название с 1991 года) — проезд в Южном административном округе города Москвы на территории района Братеево.

## Расположение
Хордовый проезд представляет собой две параллельные улицы, расположенные по обеим сторонам Бесединского шоссе между улицей Борисовские пруды и Братеевской улицей, идущие с севера на юг.

## Происхождение названия
Название «хордовый» происходит от греческого слова хорда — «отрезок прямой, соединяющей две точки какой-либо кривой».
Возникло в 1990-е годы и связано с проектом, отражённым в Генеральном плане развития Москвы 1971 года. Согласно ему, город должны были пересечь в различных направлениях несколько прямых магистралей, условно называвшихся хордами. Современный Хордовый проезд представляет собой отрезок одной из проектировавшихся хорд.

## Здания и сооружения
Все дома, расположенные вдоль Хордового проезда, числятся по улице Борисовские пруды, либо Братеевской улице:

### чётная сторона
- Улица Борисовские пруды, дом 16, корпус 2 — «Московская страховая компания», интернет магазин «Wildberries», страховая компания «МАКС».
- Улица Борисовские пруды, дом 16, корпус 3 — «Western Union», «Московский кредитный банк».
- Улица Борисовские пруды, дом 16, корпус 5 — Горэнергосбыт, южное отделение № 6 (Братеево, Марьино).

### нечётная сторона
- Улица Борисовские пруды, дом 18, корпус 1 — Жилой дом.
- Братеевская улица, дом 21 — аптека № 6 «Натур продукт Москва».
- Братеевская улица, дом 21, корпус 1 — магазин мебели «Российский быт».
- Братеевская улица, дом 21, корпус 2 — Детская школа искусств № 10, семейный клуб «Вдохновение жизни».

## Транспорт

### Метрополитен
- Станция метро «Борисово» Люблинско-Дмитровской линии — в 500 м на запад от чётной стороны проезда.
- Станция метро «Шипиловская» Люблинско-Дмитровской линии — в 860 м на юг от проезда.

### Автобусы
- 770: метро «Каширская» — метро «Борисово» — Хордовый проезд — метро «Марьино» — метро «Люблино» — Цимлянская улица (только по чётной стороне проезда от съезда с Бесединского шоссе).
- с827: метро «Алма-Атинская» — Хордовый проезд — метро «Борисово» — платформа «Москворечье» (работает по будним дням; только в направлении к МЦД «Москворечье»).
- 864: метро «Алма-Атинская» — Хордовый проезд — метро «Борисово» (только по чётной стороне проезда).